# Martin Broughton
Martin Faulkner Broughton (Londres, 15 de abril de 1947) é um empresário britânico e atual presidente da British Airways.
Broughton também é ex-presidente do Liverpool e supervisionou sua venda em 2010. Na Confederação da Indústria Britânica ficou como presidente de 2007 a 2009.